# Alpes de Adamello e de Presanella
Os Alpes de Adamello e de Presanella  (em alemão:  Adamello-Presanella-Alpen) são um maciço montanhoso que se encontra na região de Lomnardia e Trentino-Alto Adige da Itália. O ponto mais alto é o Cima Presanella com 3 558 m.

## Localização
Os Alpes de Adamello e de Presanella têm da mesma secção alpina a Norte os Alpes de Ortles e a Sul Dolomitas de Brenta.
De outras secções tem a Oeste os Pré-Alpes Bergamascos.

## SOIUSA
A Subdivisão Orográfica Internacional Unificada do Sistema Alpino (SOIUSA) dividiu os Alpes em duas grandes Partes: Alpes Ocidentais e Alpes Orientais, separados pela linha formada pelo  Rio Reno - Passo de Spluga - Lago de Como - Lago de Lecco.
Os Alpes de Ortles, Alpes do Vale de Non, Alpes de Adamello e de Presanella, e as Dolomitas de Brenta formam a secção alpina dos Alpes Réticos meridionais

### Classificação SOIUSA
Segundo a SOIUSA este acidente geográfico é uma Sub-secção alpina com as seguintes características:
- Parte = Alpes Orientais
- Grande sector alpino = Alpes Orientais-Sul
- Secção alpina = Alpes Réticos meridionais
- Sub-secção alpina = Alpes de Adamello e de Presanella
- Código = II/C-28.III

## Imagens

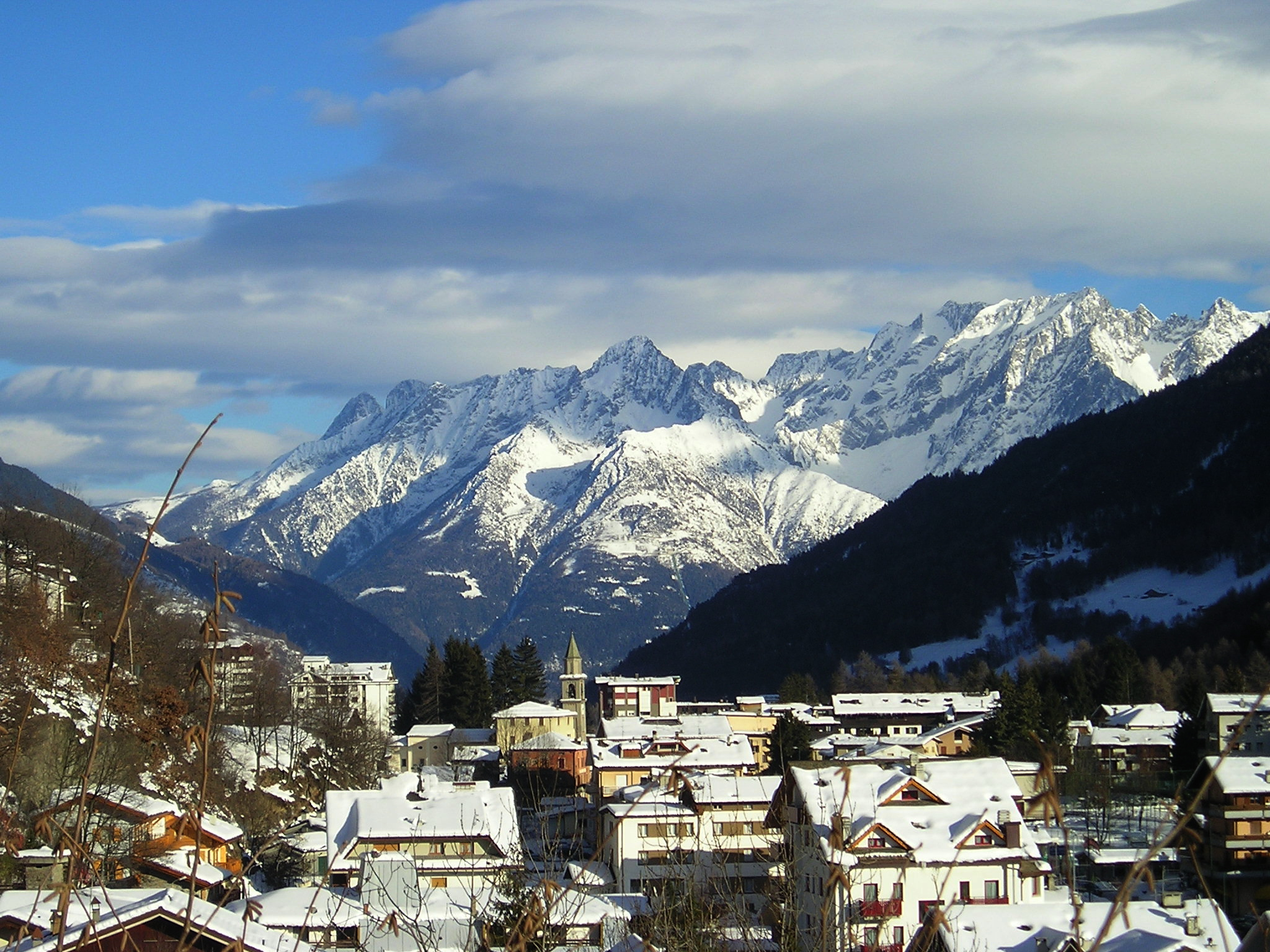
O Adamello